# Saxifraga maweana
Saxifraga maweana är en stenbräckeväxtart som beskrevs av John Gilbert Baker. Saxifraga maweana ingår i Bräckesläktet som ingår i familjen stenbräckeväxter. Inga underarter finns listade i Catalogue of Life.